# Bộ Hải quân Hoa Kỳ
Bộ Hải quân Hoa Kỳ (United States Department of the Navy) được thành lập bằng một đạo luật của Quốc hội Hoa Kỳ vào ngày 30 tháng 4 năm 1798 để cung ứng hỗ trợ kỹ thuật và hành chính cho hai quân chủng là Hải quân Hoa Kỳ và Thủy quân lục chiến Hoa Kỳ dưới quyền lãnh đạo dân sự, và khi được lệnh điều hành của Quốc hội hoặc Tổng thống Hoa Kỳ thì lực lượng Tuần duyên Hoa Kỳ cũng được đặc dưới quyền của Bộ Hải quân. Bộ do Bộ trưởng Hải quân Hoa Kỳ lãnh đạo. Bộ trưởng được một Thứ trưởng Hải quân Hoa Kỳ trợ tá. 
Bộ Hải quân từng là một cấp bộ trong nội các cũng giống như Bộ Chiến tranh Hoa Kỳ gồm có Lục quân Hoa Kỳ. Cả hai bộ này bị nhập lại dưới quyền của bộ mới thành lập có tên ban đầu là Tổ chức Quân sự Quốc gia vào năm 1947. Tổ chức Quân sự Quốc gia sau đó được đổi tên thành Bộ Quốc phòng Hoa Kỳ vào năm 1949. Lúc đó Bộ Hải quân trở thành một bộ phận của Bộ Quốc phòng cho đến ngày nay.
Bộ Hải quân gồm có các văn phòng hành chính, phần lớn nằm trong Ngũ Giác Đài và tòa nhà phụ của Hải quân kế đó. Bộ có trách nhiệm tuyển mộ nhân sự quân sự và cả dân sự, tổ chức, tiếp liệu, trang bị, huấn luyện, huy động tăng giảm lực lượng Hải quân và Thủy quân Lục chiến và cơ sở vật chất, nhân lực của các lực lượng này. Bộ cũng trông coi việc đóng, tu bổ, sửa chữa các tàu thuyền, phi cơ, trang bị và các cơ sở vật chất.
Bộ gồm có hai trong số 8 lực lượng đồng phục của Hoa Kỳ là Hải quân Hoa Kỳ và Thủy quân lục chiến Hoa Kỳ.
Sĩ quan quân sự cao cấp nhất trong bộ là Tham mưu trưởng Hải quân Hoa Kỳ và Tham mưu trưởng Thủy quân lục chiến Hoa Kỳ. Hai người này là những cố vấn Hải quân chính của Bộ trưởng Hải quân Hoa Kỳ và Tổng thống Hoa Kỳ. Hai người này điều hành hai bộ phận riêng của mình trong bộ và phục vụ với vai trò là thành viên trong Bộ Tổng tham mưu Liên quân Hoa Kỳ (Joint Chiefs of Staff).

Con dấu của Bộ Hải quân Hoa Kỳ
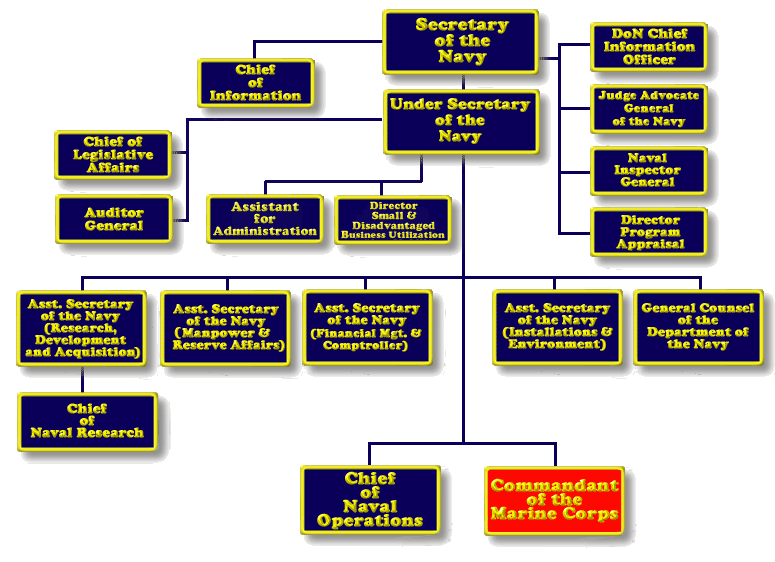
Cơ cấu chỉ huy Bộ Hải quân năm 2006

## Việc đổi tên bất thành vào năm 2007
Trong một đạo luật được Hạ viện Hoa Kỳ giới thiệu có số mã "H.R. 1585", tên Đạo luật Ủy nhiệm Quốc phòng (National Defense Authorization Act) cho năm tài chính 2008, Bộ Hải quân sẽ được đổi tên thành Bộ Hải quân và Thủy quân Lục chiến. Đạo luật đã được thông qua ở Hạ viện Hoa Kỳ ngày 17 tháng 5 năm 2007.
Việc đề nghị đổi tên đã gặp phải sự phản đối trong số các thành viên lãnh đạo dân sự của Bộ Quốc phòng Hoa Kỳ và trong số các đô đốc Hải quân cũng như các tướng lãnh Thủy quân Lục chiến cao cấp. Tại Thượng viện Hoa Kỳ, đạo luật này được đổi mã số thành SA2011, được tu chính, và bị lượt bỏ phần đổi tên cùng một số thay đổi khác. Tu chính này được Thượng nghị sĩ Carl Levin, đảng viên Dân chủ Michigan bảo trợ và giới thiệu vào ngày 9 tháng 7 năm 2007, và nó được đa số đồng ý chấp thuận vào ngày 1 tháng 10 năm 2007.
Phiên bản của Hạ viện Hoa Kỳ có phần đổi tên được Ủy ban Quốc hội Hoa Kỳ rút lại.